# Seattle International Film Festival
Il Seattle International Film Festival (SIFF) è uno dei principali festival cinematografici del Nord America. Si tiene ogni anno a Seattle, Washington, dal 1976. La partecipazione del pubblico è in continuo aumento, nel 2006 sono state registrate 160 000 presenze. Negli ultimi anni il SIFF è durato 24 giorni, a cavallo tra maggio e giugno, comprendendo un vasto assortimento di film indipendenti, film stranieri e documentari.
L'edizione del 2006 comprendeva oltre 300 film ed è stata la prima ad includere una sede nella vicina Bellevue, dopo un primo tentativo andato a vuoto. Nel 2008, tuttavia, il Festival si svolse di nuovo interamente a Seattle, con un piccolo calo del numero di film partecipanti. Nel 2010 parteciparono oltre 400 film, proiettati principalmente a Seattle, ma anche a West Seattle, Everett, Kirkland e Juanita Beach Park.

## Storia
Il festival inizia nel 1976 al Moore Egyptian Theater (ora tornato al suo precedente nome, Moore Theatre). Quando Dan Ireland e Darryl Macdonald, fondatori del Moore, persero la locazione, fondarono il Moore Egyptian Theater in un ex tempio massonico a Capitol Hill. Questa rimane tuttora la sede privilegiata, anche se il festival si avvale anche di un'altra mezza dozzina di cinema.
Durante gli anni ottanta, il pubblico del SIFF iniziò ad apprezzare film che non si adattavano a nicchie standard del settore, come ad esempio Professione pericolo di Richard Rush (1980). Il SIFF è stato inoltre determinante per l'inserimento dei film olandesi nel mercato americano, in particolare quelli di Paul Verhoeven.

## Natura del festival
Il Festival comprende un "Festival segreto" composto da quattro film. Quelli che partecipano al festival segreto non sanno quali film vedranno e devono firmare un giuramento che impedisce loro di rivelare quali film hanno visto.
In generale, il SIFF viene considerato un "festival di audience", più che un "festival di settore". Il festival spesso si sovrappone in parte al Festival di Cannes, il che può ridurre la presenza di personaggi importanti dell'industria cinematografica.
Il gruppo SIFF si occupa anche della Global Lens, di Screenwriters Salon e di Futurewave, coordina SIFF-A-Go-Go (tour organizzati ad altri festival cinematografici), e co-cura il 1 Reel Film Feastival al Bumbershoot e lo Sci-Fi Shorts Film Festival al Science Fiction Museum and Hall of Fame.
Nel 2006, la Longhouse Media ha lanciato la SuperFly Filmmaking Experience con la partnership del SIFF, che porta giovani talenti a collaborare su progetti di film che promuovono la comprensione reciproca tra le culture. Cinquanta ragazzi provenienti da tutti gli Stati Uniti d'America arrivano a Seattle e si recano poi in una delle riserve del Nordest del Pacifico per creare 4 film in 36 ore.

## SIFF Cinema
Il 28 novembre 2006, il SIFF e l'allora sindaco di Seattle, Greg Nickels, hanno annunciato che in breve tempo il Siff avrebbe avuto una sede fissa presso la Nesholm Family Lecture Hall della McCaw Hall, lo stesso edificio che ospita la Seattle Opera. La città ha contribuito con $150 000, su un costo complessivo di $350 000 Questo auditorium è stato la sede centrale per i festival SIFF, e sede della maggior parte delle proiezioni per la stampa.
Poco dopo il festival 2011, il SIFF si trasferì al SIFF Film Center. Il Film Center include un teatro multi-uso con 90 posti a sedere, un'aula multimediale, spazi espositivi, archivi e uffici per SIFF e la Scuola di Cinema. Nell'ottobre del 2011, il SIFF Cinema viene trasferito dalla McCaw Hall alla sua posizione attuale nell'Uptown Theater.
Nel maggio 2014 è stato annunciato che il SIFF aveva acquistato l'Uptown Theater, e che avrebbe affittato e rinnovato l'Egyptian Theater (abbandonato circa un anno prima).

## Premi
Dal 1985 il Seattle International Film Festival premia il film più popolare del festival con il Golden Space Needle. I voti sono assegnati dai membri del pubblico alla fine di ogni film.

### Golden Space Needle (miglior film) e SIFF Awards per il miglior corto e documentario
| Anno | Miglior film (Golden Space Needle)                                                                    | Miglior corto                                                                                   | Miglior documentario                                                                            |
| ---- | --- | ----------------------------------------------------------------------------------------------- | ----------------------------------------------------------------------------------------------- |
| 1985 | Il bacio della donna ragno (dir. Héctor Babenco, Brasile)                                             | Frankenweenie (dir. Tim Burton, Stati Uniti d'America)                                          |                                                                                                 |
| 1986 | Assault (dir. Fons Rademakers, Paesi Bassi)                                                           | The Big Snit (dir. Richard Condie, USA)                                                         |                                                                                                 |
| 1987 | La mia vita a quattro zampe (dir. Lasse Hallström, Svezia)                                            | Your Face (dir. Bill Plimpton, USA)                                                             |                                                                                                 |
| 1988 | Bagdad Café (dir. Percy Adlon, Germania Ovest)                                                        | Ray's Male Heterosexual Dance Hall (dir. Jonathon Sanger, USA)                                  |                                                                                                 |
| 1989 | Apartment Zero (dir. Martin Donovan, USA)                                                             | Tin Toy (dir. John Lasseter, USA)                                                               |                                                                                                 |
| 1990 | Pump Up the Volume (dir. Allan Moyle, USA)                                                            | Knick Knack (dir. John Lasseter, USA)                                                           |                                                                                                 |
| 1991 | Il castello di mia madre (dir. Yves Robert, Francia)                                                  | The Potato Hunter (dir. Timothy Hittle, USA)                                                    | Paris is burning (dir. Jennie Livingston, USA)                                                  |
| 1992 | Betty Blue (dir. Jean-Jacques Beineix, Francia)                                                       | Anima Mundi (dir. Godfrey Reggio, USA)                                                          | A Brief History of Time (dir. Errol Morris, USA)                                                |
| 1993 | Il banchetto di nozze (dir. Ang Lee, Taiwan/USA)                                                      | The Fairy Who Didn't Want to Be a Fairy Anymore (dir. Laurie Lynd, Canada)                      | Road Scholar (dir. Roger Weisberg, USA)                                                         |
| 1994 | Priscilla - La regina del deserto (dir. Stephan Elliott, Australia)                                   | I pantaloni sbagliati (dir. Nick Park, UK)                                                      | La forza delle immagini (dir. Ray Müller, Germania)                                             |
| 1995 | The Kingdom - Il regno (dir. Lars von Trier, Denmark)                                                 | Surprise! (dir. Veit Helmer, Germany)                                                           | Crumb (dir. Terry Zwigoff, USA)                                                                 |
| 1996 | Trainspotting (dir. Danny Boyle, UK)                                                                  | Calde notti d'estate (dir. John Keister, USA)                                                   | Hype! (dir. Doug Pray, USA)                                                                     |
| 1997 | Tián mì mì (dir. Peter Chan, Hong Kong)                                                               | Ballad of the Skeletons (dir. Gus Van Sant, USA)                                                | Licensed to Kill (dir. Arthur Dong, USA)                                                        |
| 1998 | God Said Ha! (dir. Julia Sweeney, USA)                                                                | Sin Sostén (dir. Rene Castinello, Antonio Urrutia, Belgio)                                      | Frank Lloyd Wright (dir. Ken Burns, Lynn Novick, USA)                                           |
| 1999 | Lola corre (dir. Tom Tykwer, Germania)                                                                | 12 Stops of the Road to Nowhere (dir. Jay Lowi, USA)                                            | Buena Vista Social Club (dir. Wim Wenders, USA)                                                 |
| 2000 | Shower (Zhang Yang, Cina)                                                                             | In God We Trust (dir. Jason Reitman, USA)                                                       | Trade Off (dir. Shaya Mercer, USA)                                                              |
| 2001 | Finder's Fee (dir. Jeff Probst, USA)                                                                  | Boychick (dir. Glen Gaylord, USA)                                                               | The Endurance: Shackleton's Legendary Antarctic Expedition (dir. George Butler, USA)            |
| 2002 | Elling (dir. Petter Næss, Norvegia)                                                                   | The Host (dir. Nick Tomnay, Australia)                                                          | Ruthie & Connie: Every Room in the House (dir. Deborah Dickson, USA)                            |
| 2003 | La ragazza delle balene (dir. Niki Caro, Nuova Zelanda)                                               | Misdemeanor (dir. Jonathan Lemond, USA)                                                         | The Revolution Will Not Be Televised (dir. Kim Bartley, Donnacha O'Briain, Irlanda/Venezuela)   |
| 2004 | La finestra di fronte (dir. Ferzan Özpetek, Italia)                                                   | Consent (dir. Jason Reitman, USA)                                                               | Born Into Brothels (dir. Zana Briski, Ross Kauffmann, USA)                                      |
| 2005 | I figli della guerra (dir. Luis Mandoki, Messico)                                                     | Raftman's Razor (dir. Keith Bearden, USA)                                                       | Murderball (dir. Henry-Alex Rubin, Dana Adam Shapiro, USA)                                      |
| 2006 | Agente speciale 117 al servizio della Repubblica - Missione Cairo (dir. Michel Hazanavicius, Francia) | Full Disclosure (dir. Douglas Horn, USA)                                                        | The Trials of Darryl Hunt (dir. Ricki Stern, Annie Sundberg, USA)                               |
| 2007 | Outsourced (dir. John Jeffcoat, USA)                                                                  | Pierre (dir. Dan Brown, USA)                                                                    | For the Bible Tells Me So (dir. Daniel Karslake, USA)                                           |
| 2008 | Kirschblüten - Hanami (dir. Doris Dörrie, Germania)                                                   | Felix (dir. Andreas Utta, Germania)                                                             | La fabbrica del rock - The Wrecking Crew (The Wrecking Crew) (dir. Denny Tedesco, USA)          |
| 2009 | Black Dynamite (dir. Scott Sanders, USA)                                                              | Questione di pane o di morte (dir. Nick Park, UK)                                               | The Cove - La baia dove muoiono i delfini (dir. Louie Psihoyos, USA)                            |
| 2010 | Il riccio (dir. Mona Achache, Francia)                                                                | Ormie (dir. Rob Silvestri, Canada)                                                              | Ginny Ruffner: A Not So Still Life (dir. Karen Stanton, USA), Waste Land (dir. Lucy Walker, UK) |
| 2011 | Pájaros de papel (dir. Emilio Aragón, Spain)                                                          | The Fantastic Flying Books of Mr. Morris Lessmore (dir. William Joyce e Brandon Oldenburg, USA) | To Be Heard (dir. Amy Sultan, Roland Legiardi-Laura, Edwin Martinez and Deborah Shaffer, USA)   |
| 2012 | Any Day Now (dir. Travis Fine, USA)                                                                   | CatCam (dir. Seth Keal, USA)                                                                    | The Invisible War (dir. Kirby Dick, USA)                                                        |
| 2013 | Fanie Fourie's Lobola (dir. Henk Pretorius, South Africa)                                             | Spooners (dir. Bryan Horch, USA)                                                                | Twenty Feet from Stardom (dir. Morgan Neville, USA)                                             |
| 2014 | Boyhood (dir. Richard Linklater, USA)                                                                 | Fool's Day (dir. Cody Blue Snider, USA)                                                         | Keep On Keepin' On (dir. Alan Hicks, USA)                                                       |

### SIFF Awards per il miglior regista, miglior attore e miglior attrice
| Anno | Miglior regista                                       | Miglior attrice                                                                        | Miglior attore                                                    |
| ---- | ----------------------------------------------------- | -------------------------------------------------------------------------------------- | ----------------------------------------------------------------- |
| 1985 | Krzysztof Zanussi (Power of Evil, Polonia)            | Renée Soutendijk (Il quarto uomo, Belgio)                                              | William Hurt (Il bacio della donna ragno, Brasile)                |
| 1986 | Fons Rademakers (Assault, Paesi Bassi)                | Cathy Tyson (Mona Lisa, UK)                                                            | Bob Hoskins (Mona Lisa, UK)                                       |
| 1987 | Lasse Hallström (La mia vita a quattro zampe, Svezia) | Monique van de Ven (Iris, Netherlands)                                                 | Gary Oldman (Prick Up - L'importanza di essere Joe, UK)           |
| 1988 | Alan Rudolph (The Moderns, USA)                       | Deborra-Lee Furness (Shame, Australia)                                                 | Tom Hulce (Nick e Gino, USA)                                      |
| 1989 | Martin Donovan (Apartment Zero, USA)                  | Wendy Hughes (Boundaries of the Heart, Australia)                                      | Rutger Hauer (La leggenda del santo bevitore, Italia)             |
| 1990 | Denys Arcand (Jésus of Montréal, Canada)              | Rebecca Jenkins (Bye Bye Blues, Canada)                                                | Michael Rooker (Henry, pioggia di sangue, USA)                    |
| 1991 | Peter Greenaway (Giochi nell'acqua, UK)               | Lily Tomlin (Search for Signs of Intelligent Life in the Universe, USA)                | Alan Rickman (Close My Eyes / Il fantasma innamorato, UK)         |
| 1992 | Jean-Jacques Beineix (Betty Blue, Francia)            | Marianne Sägebrecht (Martha and I, Germania/Francia)                                   | Dermot Mulroney (I dannati di Hollywood, USA)                     |
| 1993 | Ang Lee (Il banchetto di nozze, Taiwan/USA)           | Tilda Swinton (Orlando, UK/Russia/Italia/Francia/Paesi Bassi)                          | Russell Crowe (Skinheads / Un piccolo grande eroe, Australia)     |
| 1994 | Rolf de Heer (Bad Boy Bubby, Australia)               | Mimi Rogers (Reflection on a Crime, USA)                                               | Terence Stamp (Priscilla - La regina del deserto, Australia)      |
| 1995 | Bryan Singer (I soliti sospetti, USA)                 | Nicole Kidman (Da morire, USA)                                                         | Kevin Spacey (I soliti sospetti, USA)                             |
| 1996 | Danny Boyle (Trainspotting, UK)                       | Lili Taylor (Ragazze di città, USA)                                                    | Vincent D'Onofrio (Il mondo intero, USA)                          |
| 1997 | Peter Greenaway (I racconti del cuscino, UK)          | Robin Wright Penn (Prove d'accusa, USA)                                                | Brendan Fraser (Still Breathing, USA)                             |
| 1998 | Bill Condon (Demoni e dei, USA)                       | Christina Ricci (Buffalo 66 / The Opposite of Sex - L'esatto contrario del sesso, USA) | Stephen Fry (Wilde, UK)                                           |
| 1999 | John Sayles (Limbo, USA)                              | Piper Laurie (The Mao Game, USA)                                                       | Rupert Everett (Un marito ideale, UK)                             |
| 2000 | Zhang Yang (Shower, Cina)                             | Nathalie Baye (Sciampiste & Co., Francia)                                              | Dan Futterman (Urbania, USA)                                      |
| 2001 | Tim Blake Nelson (O come Otello, USA)                 | Thora Birch (Ghost World, USA)                                                         | John Cameron Mitchell (Hedwig - La diva con qualcosa in più, USA) |
| 2002 | Julio Médem (Lucía y el sexo, Spagna)                 | Isabelle Huppert (La pianista, Austria/Francia)                                        | Moritz Bleibtreu (The Experiment - Cercasi cavie umane, Germania) |
| 2003 | Niki Caro (La ragazza delle balene, Nuova Zelanda)    | Moon So-ri (Oasis, Corea del sud)                                                      | Sol Kyung-gu (Oasis, Corea del sud)                               |
| 2004 | Marco Tullio Giordana (La meglio gioventù, Italia)    | Catalina Sandino Moreno (Maria Full of Grace (Colombia/USA)                            | Luis Tosar (Ti do i miei occhi, Spagna)                           |
| 2005 | Gregg Araki (Mysterious Skin, USA)                    | Joan Allen (Yes, USA)                                                                  | Joseph Gordon-Levitt (Mysterious Skin, USA)                       |
| 2006 | Goran Dukic (Wristcutters - Una storia d'amore, USA)  | Fiona Gordon (L'Iceberg, Belgio)                                                       | Ryan Gosling (Half Nelson, USA)                                   |
| 2007 | Daniel Waters (Tutti i numeri del sesso, USA)         | Marion Cotillard (La vie en rose, Francia)                                             | Daniel Brühl (Salvador - 26 anni contro, Spain)                   |
| 2008 | Amin Matalqa (Captain Abu Raed, Jordan)               | Jessica Chastain (Jolene, USA)                                                         | Alan Rickman (Bottle Shock, USA)                                  |
| 2009 | Kathryn Bigelow (The Hurt Locker, USA)                | Yolande Moreau (Séraphine), Francia)                                                   | Sam Rockwell (Moon, UK)                                           |
| 2010 | Debra Granik (Un gelido inverno, USA)                 | Jennifer Lawrence (Un gelido inverno, USA)                                             | Luis Tosar (Cella 211, Spagna)                                    |
| 2011 | Larysa Kondracki (The Whistleblower, Canada/Germania) | Natasha Petrovic (As If I Am Not There, Irlanda)                                       | Bill Skarsgård (Simple Simon, Svezia)                             |
| 2012 | Benh Zeitlin (Re della terra selvaggia, USA)          | Jamie Chung (Urla silenziose, USA)                                                     | Alan Cumming (Any Day Now, USA)                                   |
| 2013 | Nabil Ayouch (Les Chevaux de Dieu, Marocco)           | Samantha Morton (Annie Parker), USA)                                                   | James Cromwell (Still Mine, Canada)                               |
| 2014 | Richard Linklater (Boyhood, USA)                      | Patricia Arquette (Boyhood, USA)                                                       | Dawid Ogrodnik (Life Feels Good, Polonia)                         |

### Premi della giuria
| Anno | New Director Award                   | New American Cinema Award           | Miglior documentario                  |
| ---- | ------------------------------------ | ----------------------------------- | ------------------------------------- |
| 2007 | Eric Richter Strand (Sons, Norvegia) | Shotgun Stories (Jeff Nichols, USA) | Harald Freidl, (Out of Time, Austria) |

| Anno | Short film awards - Corto narrativo | Short film awards - Corto animato           | Short film awards - Corto documentario                          |
| ---- | ----------------------------------- | ------------------------------------------- | --------------------------------------------------------------- |
| 2007 | Wigald, Timon Modersohn (Germany)   | Everything Will Be OK, Don Hertzfeldt (USA) | Chocolate Country, Robin Blotnick (Repubblica dominicana / USA) |

## Anteprime
Tra i film proiettati in anteprima al SIFF troviamo:
- Arafat, My Brother — Rashid Masharawi (2005, anteprima Nord America)[7]
- Banlieue 13 — Pierre Morel (2005, anteprima Nord America)[7]
- Burning in the Wind — Silvio Soldoni (2003, anteprima mondiale)[8]
- Ghost World - Terry Zwigoff (2001, anteprima mondiale)
- I Murder Seriously — Antonio Urrutia (2003, anteprima Nord America)[9]
- Joshua Tree, 1951: A Portrait of James Dean — Matthew Mishory (2012, anteprima mondiale)[10]
- Last Days — Gus Van Sant (2005, anteprima Nord America)[7]
- Mars — Anna Melikian (2005, anteprima Nord America)[7]
- Mongolian Ping Pong — Ning Hao (2005, anteprima Nord America)[7]
- Monster House — Gil Kenan (2006, anteprima Nord America)[11]
- Nate Dogg — Thomas Farone (2003, anteprima mondiale)[9]
- PTU — Johnny To (2003, anteprima Nord America)[9]
- Tomorrow's Weather — Jerzy Stuhr (2003, anteprima Nord America)[12]
- Alien — Ridley Scott (1979, anteprima mondiale)[13]

## Film proiettati ai galà

### Seattle
| Anno | Serata di apertura                                                        | Altre serate | Serata di chiusura                                                                                  |
| ---- | ------------------------------------------------------------------------- | --- | --------------------------------------------------------------------------------------------------- |
| 1991 | Un amore, forse due (dir. Neil Jordan, UK)                                | | Uranus (dir. Claude Berri, France)                                                                  |
| 1992 | Le Bal des casse-pieds (dir. Yves Robert, France)                         | | Equinox (dir. Alan Rudolph, USA)                                                                    |
| 1993 | Molto rumore per nulla (dir. Kenneth Branagh, USA)                        | | Piccolo, grande Aaron (dir. Steven Soderbergh, USA),                                                |
| 1994 | Piccolo Buddha (dir. Bernardo Bertolucci, UK)                             | | Barcelona (dir. Whit Stillman, USA)                                                                 |
| 1995 | Braveheart - Cuore impavido (dir. Mel Gibson, USA)                        | | Cold Comfort Farm (dir. John Schlesinger, UK)                                                       |
| 1996 | Il mondo intero (dir. Dan Ireland, USA)                                   | | Emma (dir. Douglas McGrath, USA)                                                                    |
| 1997 | Innamorati cronici (dir. Griffin Dunne, USA)                              | | La mia regina (dir. John Madden, UK)                                                                |
| 1998 | Firelight (dir. William Nicholson, USA)                                   | Smoke Signals (dir. Chris Eyre, USA) | This Is My Father (dir. Paul Quinn, USA)                                                            |
| 1999 | La cena dei cretini (dir. Francis Veber, Francia)                         | | Austin Powers - La spia che ci provava (dir. Jay Roach, USA)                                        |
| 2000 | Pene d'amor perdute (dir. Kenneth Branagh, UK)                            | | A Rumor of Angels (dir. Peter O'Fallon, USA)                                                        |
| 2001 | Anniversary Party (dir. Jennifer Jason Leigh e Alan Cumming, USA)         | O come Otello (dir. Tim Blake Nelson, USA) Liam (dir. Stephen Frears, UK) Tortilla Soup (dir. Maria Ripoll, USA) Ghost World (dir. Terry Zwigoff, USA)                                                      | Sesso ed altre indagini (dir. Alan Rudolph, USA)                                                    |
| 2002 | Igby (dir. Burr Steers, USA)                                              | 24 Hour Party People (dir. Michael Winterbottom, UK) | Passionada (dir. Dan Ireland, USA)                                                                  |
| 2003 | Valentin (dir. Alejandro Agresti, Argentina)                              | H (dir. Lee Jong-hyuk, Corea del sud) Giulio Cesare (dir. Uli Edel, USA) PTU (dir. Johnnie To, Hong Kong) Together (dir. Chen Kaige, Corea del sud) La ragazza delle balene (dir. Niki Caro, Nuova Zelanda) | Jet Lag (dir. Daniele Thompson, France)                                                             |
| 2004 | Le pagine della nostra vita (dir. Nick Cassavetes, USA)                   | Saved! (dir. Brian Dannelly, USA) Donnie Darko: The Director's Cut (dir. Richard Kelly, USA) Before Sunset - Prima del tramonto (dir. Richard Linklater, USA) Criminal (dir. Gregory Jacobs, USA)           | Confidenze troppo intime (dir. Patrice Leconte, France)                                             |
| 2005 | Me and You and Everyone We Know (dir. Miranda July, USA)                  | The Dying Gaul (dir. Craig Lucas, USA) Red Dust (dir. Tom Hooper, UK) Bombón - El perro (dir. Carlos Sorín, Argentina) Crustacés et Coquillages (dir. Olivier Ducastel e Jacques Martineau, Francia)        | Last Days (dir. Gus Van Sant, USA)                                                                  |
| 2006 | The Illusionist - L'illusionista (dir. Neil Burger, USA)                  | Factotum (dir. Bent Hamer, USA) Perhaps Love (dir. Peter Ho-Sun Chan, Hong Kong) Radio America (dir. Robert Altman, USA) Strangers with Candy (dir. Paul Dinello, USA)                                      | L'arte del sogno (dir. Michel Gondry, France)                                                       |
| 2007 | Son of Rambow - Il figlio di Rambo (dir. Garth Jennings, USA)             | 2 giorni a Parigi, (dir. Julie Delpy, Francia) A Battle of Wits, (dir. Jacob Cheung, Hong Kong) Il grande capo, (dir. Lars von Trier, Danimarca) Un amore senza tempo, (dir. Lajos Koltai, USA)             | Le avventure galanti del giovane Molière (dir. Laurent Tirard, Francia)                             |
| Anno | Serata di apertura                                                        | Proiezione principale | Serata di chiusura                                                                                  |
| 2008 | Battle in Seattle - Nessuno li può fermare (dir. Stuart Townsend, USA)    | The Great Buck Howard (dir. Sean McGinly, USA) | Bottle Shock (dir. Randall Miller, USA)                                                             |
| 2009 | In the Loop (dir. Armando Iannucci, UK)                                   | Humpday - Un mercoledì da sballo (dir. Lynn Shelton, USA) | Agente speciale 117 al servizio della Repubblica - Missione Rio (dir. Michel Hazanavicius, Francia) |
| 2010 | Un perfetto gentiluomo (dir. Shari Springer Berman e Robert Pulcini, USA) | L'affaire Farewell (dir. Christian Carion, France) | Get Low (dir. Aaron Schneider, USA)                                                                 |
| 2011 | Le donne del 6º piano (dir. Justin Chadwick, UK)                          | Service Entrance (dir. Philippe Le Gauy, Francia) | La vita in un giorno (dir. Kevin MacDonald, UK)                                                     |
| 2012 | Your Sister's Sister (dir. Lynn Shelton, USA)                             | Chef (dir. Daniel Cohen, Francia) | Grassroots (dir. Stephen Gyllenhaal, USA)                                                           |
| 2013 | Much Ado About Nothing (dir. Joss Whedon, USA)                            | 20 Feet from Stardom (dir. Morgan Neville, USA) | Bling Ring (dir. Sofia Coppola, USA)                                                                |
| 2014 | Jimi: All Is by My Side (dir. John Ridley, USA)                           | Boyhood (dir. Richard Linklater, USA) | The One I Love (dir. Charlie McDowell, USA)                                                         |

### Kirkland
| Anno | Serata di apertura                                              |
| ---- | --------------------------------------------------------------- |
| 2010 | The Over the Hill Band (dir. Geoffrey Enthoven, Belgium)        |
| 2011 | Il gusto dell'amore (dir. David Pinillos, Spagna)               |
| 2012 | Starbuck - 533 figli e... non saperlo! (dir. Ken Scott, Canada) |
| 2013 | Papadopoulos & Sons (dir. Marcus Markou, UK)                    |

### Renton
| Anno | Serata di apertura                                                                    |
| ---- | ------------------------------------------------------------------------------------- |
| 2011 | Redemption Road (noto anche come Black White and Blues) (dir. Mario Van Peebles, USA) |
| 2012 | Fat Kid Rules the World (dir. Matthew Lillard, USA)                                   |
| 2013 | Touchy Feely (dir. Lynn Shelton, USA)                                                 |